# Nurit Bird-David
Nurit Bird-David (hebräisch בירד-דוד נורית; * 29. September 1951) ist eine israelische Ethnologin und Anthropologin sowie emeritierte Hochschullehrerin. Im Mittelpunkt ihres Forschungsinteresses stehen u. a. die Kulturanthropologie, Wirtschaftsanthropologie, Ethnographie, Kulturen und Netzwerke zeitgenössischer Jäger- und Sammlergesellschaften, kulturelle Konzepte von Umwelt und Gesellschaft. Insbesondere mit dem Konzept des Animismus setzte sie sich kritisch auseinander.

## Leben
Bird-David studierte Wirtschaftswissenschaften und Mathematik an der Hebräischen Universität Jerusalem, wo sie ihren Bachelor of Arts im Jahre 1975 mit cum laude erwarb, sowie Sozialanthropologie an der Universität Cambridge und am Trinity College, das sie mit dem PhD im Jahre 1983 verließ. Die Feldforschungen zu ihrer Doktorarbeit führte sie beim Nayaka-Volk in Südindien durch, deren Sozialsystem sie untersuchte.
Bird-David war wissenschaftlicher Mitarbeiter am Murray Edwards College Cambridge von 1985 bis 1987. Später wurde sie zur Dozentin für Soziologie und Anthropologie an die Universität Tel Aviv berufen, eine Funktion, die sie von 1987 bis 1995 innehatte. Im Jahre 1994 wechselte sie an die Universität Haifa. 2008 wurde sie dort außerordentliche und 2017 ordentliche Professorin. Sie war Gastwissenschaftlerin an der Universität Cambridge (Smuts Institute for Commonwealth Studies, 1991), an der Harvard University (2008) und am University College London (2017). Als Gastprofessorin lehrte sie an der Johann Wolfgang Goethe-Universität in Frankfurt am Main.

## Publikationen (Auswahl)
- How do we scale hunter-gatherers' social networks? Towards bridging interdisciplinary gaps. In: Thomas Widlok, M. Dores Cruz (Hrsg.): Scale Matters. transcript Verlag, Bielefeld 2022
- A Peer-to-Peer Connected Cosmos: Beyond Egalitarian/Hierarchica hunter-gatherer societies. L’Homme (2020) 236(3):77-106.
- How genealogies and maps obscure nanoscale worlds (a hunter-gatherer case). Social Analysis (2019) 63(4): 43-62.
- Where have all the kin gone: On hunter-gatherers’ sharing, kinship and scale. In Noa Lavi, David E. Friesem: Towards a Broader View of Hunter Gatherer Sharing. McDonald Institute Monographs Series, Cambridge 2019, S. 15–24.
- Kinship and scale: On paradoxes in hunter-gatherer studies and how to overcome them. Hunter Gatherer Research (2019) 4:177–192.
- zusammen mit Shapiro Matan: Domesticating spaces of security in Israel. In: Setha Low, Morgan McGuire (Hrsg.): Spaces of Security: Ethnographies of Securityscapes, Surveillance, and Control. NYU Press, New York 2019, S. 163–184.
- Persons or relatives? Animistic scales of practice and imagination. In: Miguel Astor-Aguilera, Graham Harvey (Hrsg.): Rethinking Relations and Animism: Personhood and Materiality. Routledge, London 2018, S. 25–35.
- Size matters! The scalability of modern hunter-gatherer animism. Quaternary International (2018) 464: 305–314.
- Modern biases, hunter-gatherers' children: A relational perspective. In:  Güner Coşkunsu (Hrsg.): The Archaeological Study of Childhood: Interdisciplinary Perspectives on an Archaeological Enigma. Suny Press, Albany, NY/U.S.A. 2015
- The property of sharing: Western analytical notions, Nayaka contexts. In Thomas Widlok, Gossa Tadesse Wolde (Hrsg.): Property and Equality. Vol 1 Ritualization, Sharing, Egalitarianism. Bergham,  Oxford 2005, S. 201–216.
- „Animism“ revisited: Personhood, environment and relational epistemology. Current Anthropology (1999) 40s: S67-S91, auf lchc.ucsd.edu .
- Beyond  „the original affluent society“: A culturalist reformulation. Current Anthropology (1992) 33 (1):25-47, auf newconsensus.org .
- The giving environment: Another perspective on the economic system of gatherer-hunters. Current Anthropology (1990) 31(2):189-196.